# Bob Purkisher
Bob Purkhiser, né en 1943 et mort le 9 juillet 1982, était un joueur de basket-ball américain naturalisé Français en 1975.

## Biographie
Il fait ses études à l'université Purdue où il évolue avec les Boilermakers de Purdue. En 1965, il est choisi lors du 39e tour par la franchise de baseball des Twins du Minnesota, club de la Ligue majeure de baseball. 
À sa sortie de l'université, il parcourt les États-Unis avec l'équipe de l'US Army de basket-ball. Puis il rejoint l'Europe pour évoluer en Belgique. Après une carrière à l'ASVEL couronnée de trois titres de Champion de France, cet américain d'origine naturalisé en 1975 rejoint Le Mans en 1980 pour y occuper le poste d'entraîneur. Obligé de renouer avec le parquet, il conduit son équipe en finale du championnat de France. Puis l'année suivante, il remporte un nouveau titre, son premier en tant qu'entraîneur.
Mais il ne pourra confirmer ses talents, décédant dans un accident de voiture après la fin de saison.

## Carrière

### Joueur
- 1972-1979 :  ASVEL Villeurbanne (Nationale 1)
- 1980-1981 :  Le Mans (Nationale 1)

### Entraîneur
- 1980-1982 :  Le Mans (Nationale 1)

## Palmarès

### Joueur
- Demi-finale de la Coupe Korać en 1974 avec l'ASVEL Villeurbanne
- Champion de France en 1972, 1975 et 1977 avec l'ASVEL Villeurbanne

### Entraîneur
- Champion de France en 1982 avec Le Mans